# メタンフェタミン

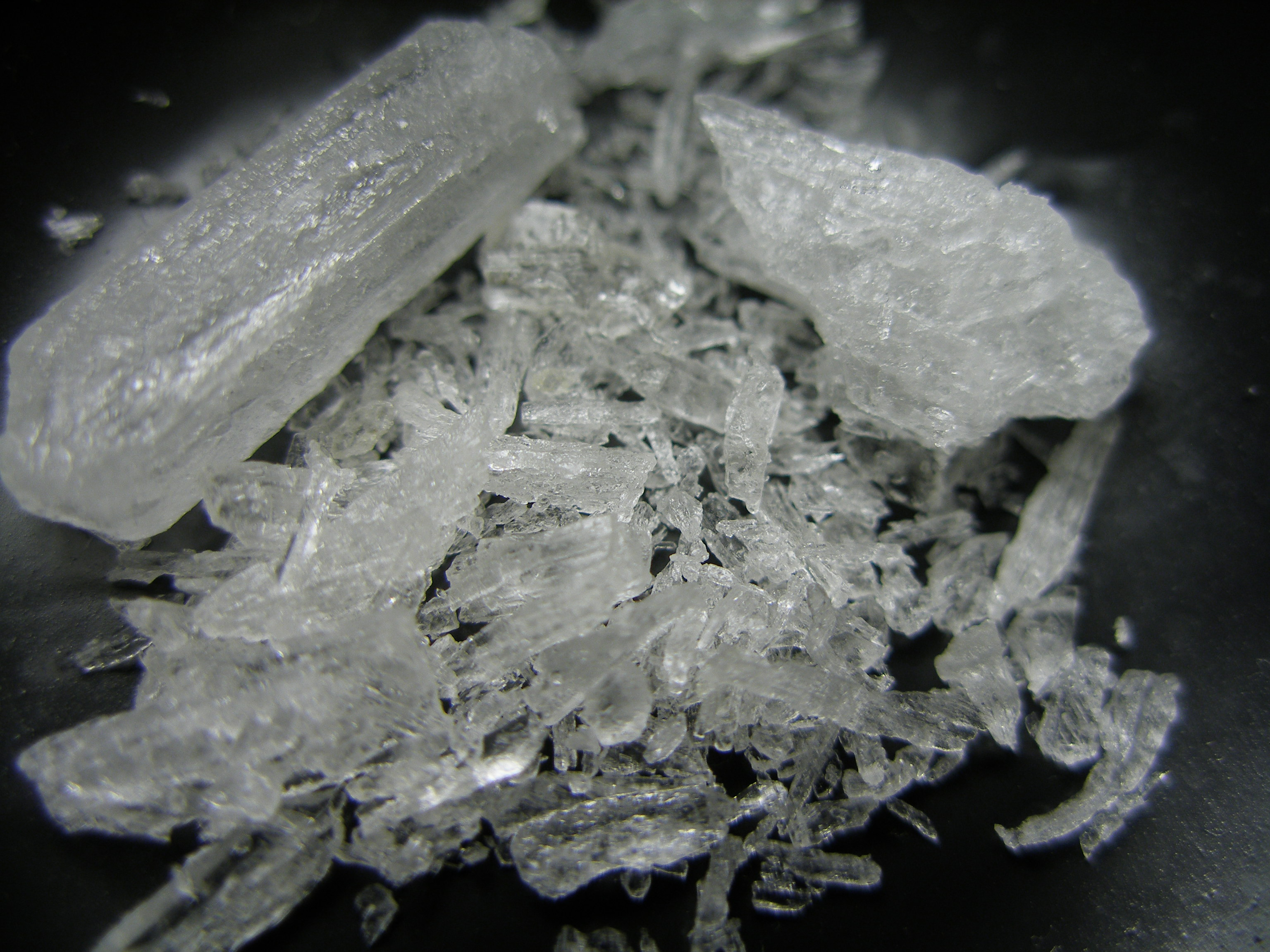
メタンフェタミン

メタンフェタミン（英語: methamphetamine, methylamphetamine）は、アンフェタミンの窒素原子上にメチル基が置換した構造の有機化合物である。間接型アドレナリン受容体刺激薬として中枢神経興奮作用はアンフェタミンより強く、強い中枢興奮作用および精神依存性、薬剤耐性がある。日本では商品名ヒロポンで販売されていたが、1951年（昭和26年）6月30日の覚醒剤取締法公布以降は「限定的な医療・研究用途での使用」のみに厳しく制限されている。覚醒剤取締法では、覚醒剤の取扱いを行う場合の手続きを規定するとともに、それ以外の流通や使用に対しての罰則を定めている。メタンフェタミンはこの取締法におけるフェニルメチルアミノプロパンであり、日本で薬物乱用されている覚醒剤である。

## 俗称・異称
日本語では、シャブ、エス (S)、スピード (speed) などの俗称で呼ばれる。英語ではアイス(ice)、メス(meth)、クリスタル・メス(crystal meth)などの俗称がある。

## 歴史
1888年（明治21年）に日本の薬学者長井長義が『麻黄研究物質第33号』として合成して、1893年（明治26年）に薬学雑誌に発表した。1919年（大正8年）に緒方章が結晶化に成功した。
覚醒作用や依存性は、合成に成功した当時は発見されずに発見以後も注目されていなかったが、1938年にナチス・ドイツが薬剤のペルビチン (Pervitin) として用いると、1940年に嗜癖性と1954年までに20数例の精神病がそれぞれ西ドイツ、スイス、チェコスロバキアなどから報告された。第二次世界大戦時は、連合国軍と枢軸国軍の双方で、航空機や潜水艦の搭乗員を中心に士気向上や疲労回復の目的で用いられ、アメリカ陸軍刑務所で、従業員と受刑者約1,000人のうち約25パーセント (%) が乱用した。
大日本帝国でも戦時の勤労状態や工場の能率向上のために使われ、1945年（昭和20年）8月15日の日本の降伏後に、日本軍保有品のヒロポン注射剤が市場に放出され、非行少年や売春婦に乱用が拡散した。
日本は、1949年（昭和24年）に一般人の製造を禁止するが、密造品が広まりヒロポンなどのラベルが貼られた。1949年10月に厚生省次官通知で各製造会社に製造の自粛を要請し、1950年（昭和25年）に製造会社ごとに製造数を割り当てたが、富山化学工業は5万本の割当に800万本も製造するなど効果はなかった。東京大学医学部附属病院神経科で1946年（昭和21年）9月に、東京都立松沢病院で1948年（昭和23年）3月に、それぞれはじめて中毒患者が入院した。1951年（昭和26年）に覚せい剤取締法が制定されると、1952年までに入院患者数は激減し、1954年に5万5,000人超であった検挙者数は1957年に1,000人を下回ったが、1971年（昭和46年）に1万人を超えた。

従来は国内で密造されていたが、1970年（昭和45年）に大韓民国、イギリス領香港、中華民国、ポルトガル領マカオ、タイ王国から密輸入が増加すると暴力団が販売を掌握した。終戦直後から販売価格が高額化すると、若年者ではなく暴力団や水商売人らに流行して違法性を認知して使用した。携帯電話や国外在住者や知人らを介して元締めの暴力団と接触せずに入手が可能になると、1995年から再び流行した。日本国内の薬物事犯は覚醒剤事案の検挙が最も多く、2007年（平成19年）に1万2,000人が検挙されるなど、日本は薬物依存症の治療が進まずに乱用が続いている。

## 作用
メタンフェタミンは、血液脳関門を易々と通り越して、大脳の中枢神経を刺激し覚醒させる作用があるため、医療用途としてはうつ病・精神病などの虚脱状態や各種の昏睡・嗜眠状態などの改善・回復に用いられる。
小胞体のドーパミン貯蓄を阻害して、シナプス前細胞の細胞質におけるドーパミン濃度を上昇させると共に、ドーパミントランスポーターを逆流させることにより、神経終末からドーパミン、ノルアドレナリン、セロトニンなどのアミン類を遊離させ、間接的に神経を興奮させる。さらに、モノアミン酸化酵素の阻害作用によって、シナプス間隙におけるアミン類の濃度を上昇させる作用を併せ持つ。
メタンフェタミンの反復使用は、ドーパミントランスポーター (DAT) やドーパミンD1受容体を減少させる。抗生物質ミノサイクリンの前投与と併用によって、DATの減少やD1受容体の減少を抑えることができる。

### 効能・効果
- ナルコレプシー、各種の昏睡、傾眠、嗜眠、もうろう状態、インスリンショック、鬱病・鬱状態、統合失調症の遅鈍症の改善
- 手術中・手術後の虚脱状態からの回復促進及び麻酔からの覚醒促進
- 麻酔剤の急性中毒、睡眠剤の急性中毒の改善

## 副作用など
不安、興奮、頭痛、不眠、振戦、動悸、多汗、口渇が起こったり、味覚異常や蕁麻疹などの過敏症状が起こることがある。
覚醒剤精神病：用量用法から逸脱して、覚醒剤乱用によって生じる幻覚妄想状態を主とする精神病。覚醒剤精神病の妄想は、関係妄想を中心に、被害・追跡・注察・嫉妬妄想・フラッシュバックからなり、幻覚は幻聴が主である。

### 重大な副作用
- 依存性

その他の副作用（頻度不明）
- 精神神経系：興奮、情動不安、眩暈、不眠、多幸症、振戦、頭痛
- 循環器：心悸亢進、頻脈、血圧上昇
- 消化器：食欲不振、口渇、不快な味覚、下痢、便秘
- 過敏症：蕁麻疹
- 生殖器系：勃起不全、性欲変化

## 依存性

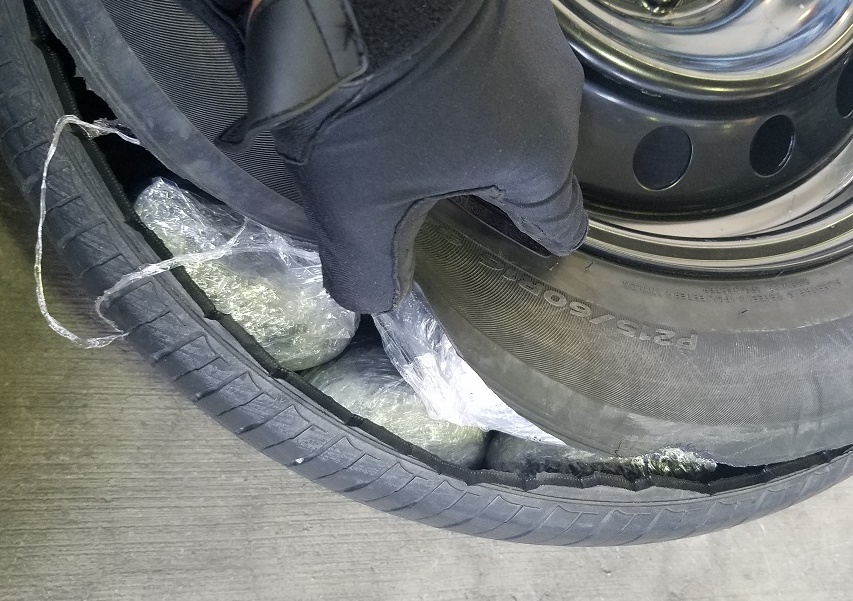
自動車のタイヤに隠されていたメタンフェタミン（メキシコ-アメリカ国境）

乱用開始から依存に至るまでの期間は、約30ヶ月とされており、メチルフェニデートの平均9.2ヶ月と比較すると長い。
物質依存の形成は、個人の置かれている環境に大きく影響を受けるが、遺伝的要因も関係している。メタンフェタミンでは、双子を用いた研究により、遺伝的要因は約4-7割程度と考えられており、メタンフェタミン依存に関わる遺伝子を明らかにすることで、メタンフェタミン依存の分子神経生物学的理解を進めるべく、研究が行なわれている。
メタンフェタミンの精神的依存は、他の依存性薬物と同様、報酬系が大きな役割を果たしている。報酬系は、中脳腹側被蓋野から側坐核及び前頭葉皮質に投射するA10神経と呼ばれる中脳辺縁ドーパミン神経系からなる。この神経の興奮による神経終末からのドーパミンの遊離に引き続き、側坐核のドーパミン濃度の上昇が起こり、これを心地よいと感じる。メタンフェタミンは種々の機構により、側坐核局所で作用することによって、同部位のドーパミン濃度を上昇させ、報酬系を賦活させて依存を形成する。
抗生物質・ミノサイクリンの前投与により、覚醒剤特有の高揚感が阻止され、精神依存を抑制したとの研究報告がある。しかし、高揚感を感じなかったにもかかわらず、再使用欲求に変化がなかったとの報告もあり、覚醒剤の習慣性（身体的依存）が示唆される。ミノサイクリンは、ドーパミン拮抗作用が示されておらず、覚醒剤などの多幸感・高揚感は、ドーパミンと無関係であると示唆される。薬剤耐性菌を生む問題があり、感染症においても抗菌薬の適正使用が言われ、感染症でもない状況での抗生物質の不適切使用は戒められる。

## ヒロポン
ヒロポン (Philopon) とは、大日本製薬（現・住友ファーマ）によるメタンフェタミンの商品名。同社の登録商標の第364236号の1である。成分名はメタンフェタミン塩酸塩。剤型は結晶あるいは粉末、または錠剤である。ヒロポンの名は、ギリシア語の Φιλόπονος（ピロポノス／労働を愛する）が由来である。
2018年（平成30年）現在、処方箋医薬品として「ヒロポン」「ヒロポン錠」が製造されており、都道府県知事から施用機関の指定を受けた医療機関からの注文に対応している。また本薬品に関しては、製造業者から施用機関までの流通過程、施用した患者までが包装単位で記録保管されるなど、他の医薬品とは別格の極めて厳しい管理がなされている。治療上薬剤を投与する場合は処方箋の交付が医師法第22条で義務付けられているが、覚醒剤を投与する場合は例外的に処方箋を交付する必要がない。また、医師が自身に覚醒剤を自己処方することは禁じられている。

### ヒロポン史

#### 市販開始

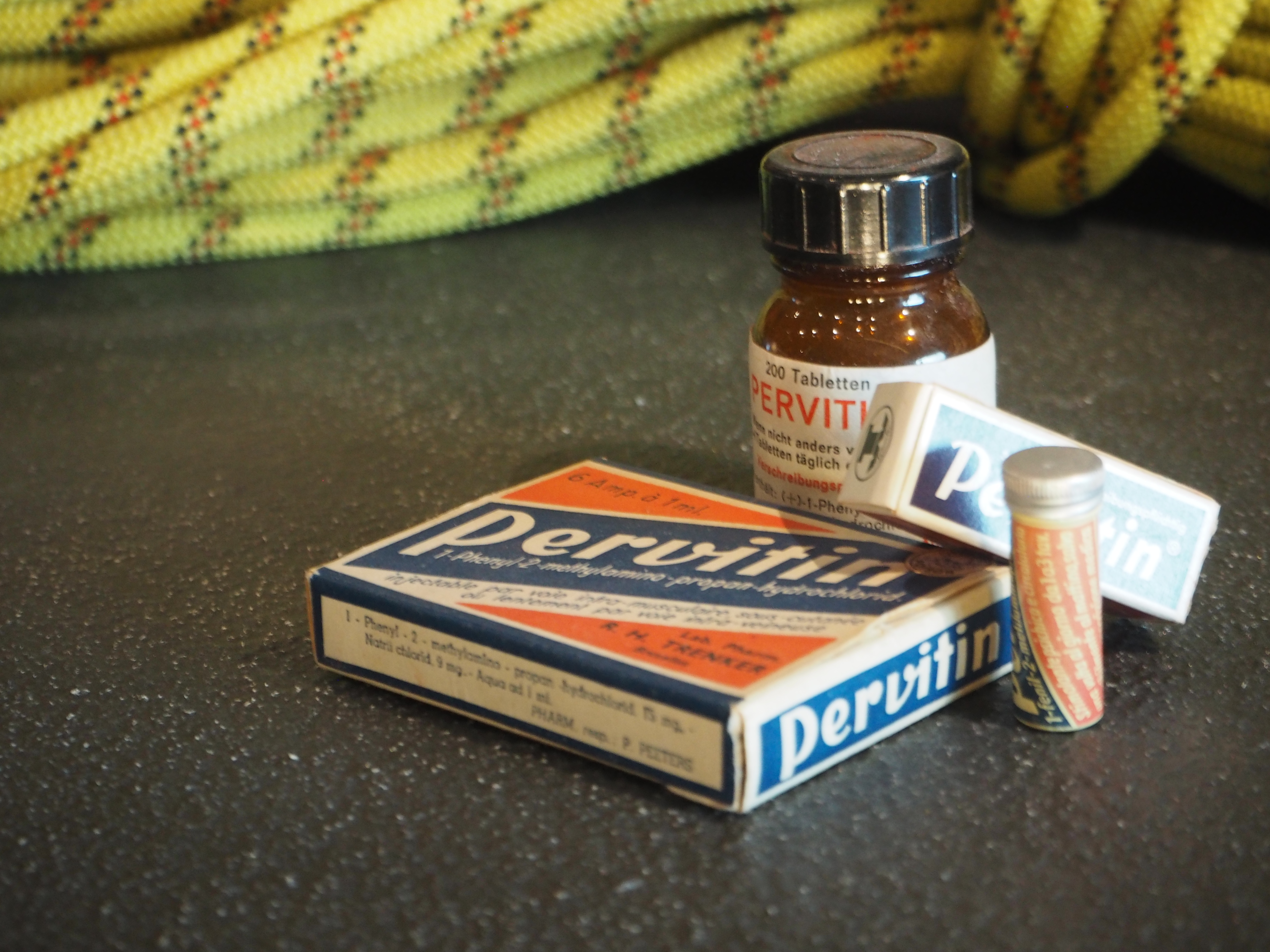
ドイツにおけるメタンフェタミン市販薬「Pervitin」

欧米諸国においては、日本に先駆けてメタンフェタミンやアンフェタミンによる覚醒剤の市販が開始された。特に製薬会社スミス、クライン、フレンチが販売したアンフェタミン製剤「ベンゼドリン」は大ヒット商品となり、欧米諸国で愛用されていた。
同盟国であったナチス統治下のドイツにおいては、1936年ベルリンオリンピックで、アメリカの選手が使用した「ベンゼドリン」の効果に着目が集まると、1937年にメタンフェタミン製剤の「ぺルビチン」が発売されて、ドイツ国民に広まっていった。同じスポーツ選手のほかにも、一般労働者はおろか家庭の主婦やダイエット目的の女性までもが愛用するようになっていた。当時のドイツ人が気軽にメタンフェタミンを口にしていた典型的な例としては、洋菓子プラリネにメタンフェタミンを混ぜ込んだ「メタンフェタミン入りプラリネ」が市販され、「毎日の家事がいっそう楽しくなります」などとの宣伝文句で商業誌で広告されていた。
日本においても、欧米諸国に追随してアンフェタミンやメタンフェタミン製剤が、疲労倦怠感を除き眠気を飛ばすという目的の一種の強壮剤である「除倦覺醒劑」として販売された。日本人の長井がメタンフェタミンを発表したこともあり、あたかも日本で「覺醒劑」が開発されたという誤認もあるが、薬の知的財産権の概念が乏しかった当時によくあったこととして、日本におけるメタンフェタミン製剤は先に市販していた外国の製剤のコピー品であり、1940年（昭和15年）に参天堂が「ホスピタン」を発売したのを皮切りにして、日本の製薬会社各社がそれに続いた。「ヒロポン」は「ホスタピン」に遅れて1941年（昭和16年）に販売が開始された。ほかにも小野薬品工業が「ネオパンプロン」、富山化学工業「ネオアゴチン」を発売した。
のちに「ヒロポン」が最大のシェアを確保したため「ヒロポン」という商品名がアンフェタミン系をも含む覚醒剤の代名詞となってしまい、販売していた大日本製薬も太平洋戦争後に編纂された社史で「ヒロポンというのは当社の商標であるが、今ではヒロポンという名が覚醒剤の総称のようになっているのは、当社としては甚だ迷惑なことである」と嘆いていたほどである。しかし、遅れて発売された「ヒロポン」が、いつ最大シェアを獲得してその名前が広まったのかは、はっきりしておらず、戦前、戦中の研究者たちの論文においては、メタンフェタミンやアンフェタミンは海外製品を含めて商品名で呼ばれていたり、一括して「覚醒アミン」などとも呼ばれているが、ヒロポンを代名詞のように扱っていることはない。その様子が転換するのは、戦後の1947年（昭和22年）に、覚醒剤が市中に蔓延してその弊害が問題となり始めてから、研究者の論文でも「ヒロポンのごとき覚醒アミン」や「ヒロポンを代表する覚醒剤」などの記述がされ、その後は研究論文においても覚醒剤を「ヒロポン」と記述するものも目立つようになった。
市販が遅れた日本における覚醒剤研究については、先んじて市販していた他国を追随する形になり、メタンフェタミンの副作用などの毒性も深く研究されることはなかった。覚醒剤研究の一例として下記のような論文も有山登によって発表されているが
と、先に市販されている他国の例も出して、除倦覚醒効果が強く有用な薬品であるとしていた一方で、常習性はないと分析していた。また不眠、食思不振、頭痛、焦燥感などの副作用も臨床実験で報告されていたが、効果・副作用を分ける基準が、主として被験者の主観によるものが大きいとして特に問題にされていなかった。

#### ナチス・ドイツでの使用

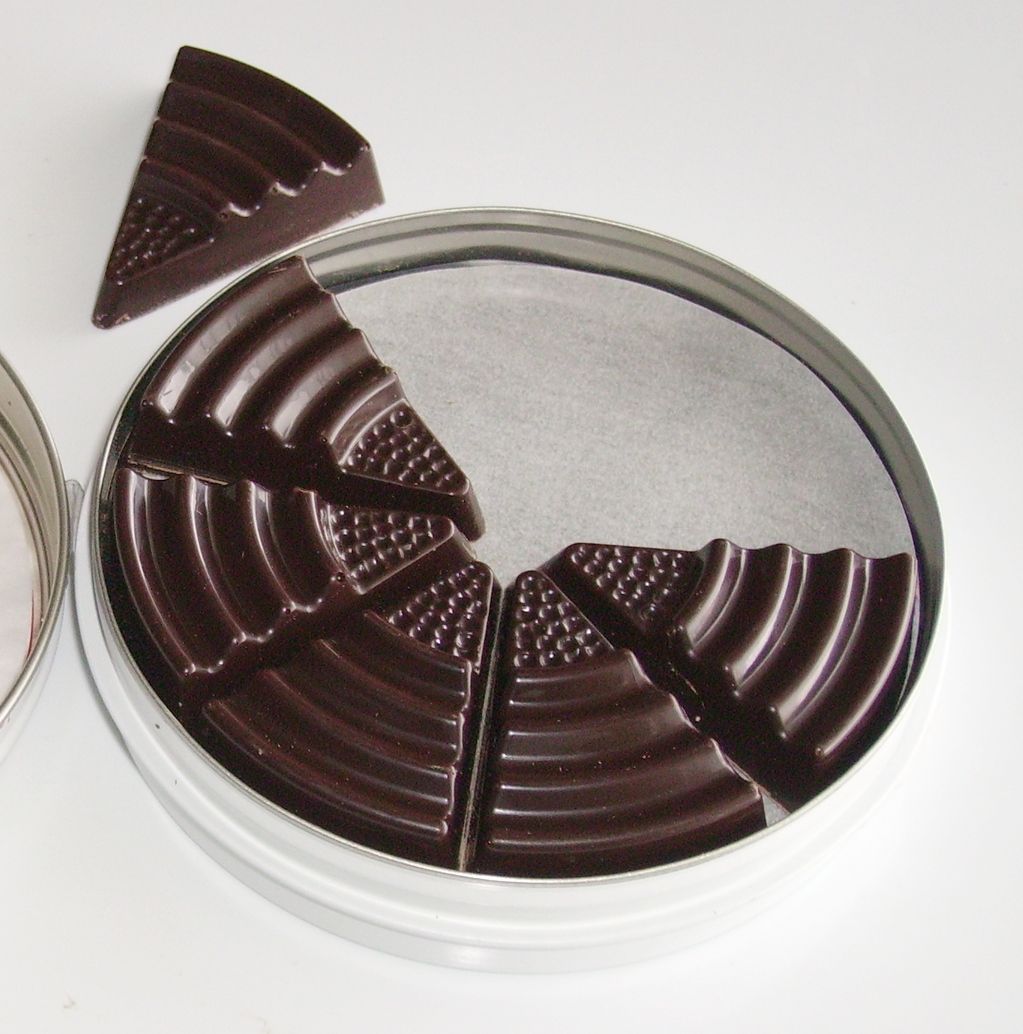
ドイツ空軍パイロットが眠気覚ましのために食べていたショカコーラ、ただしこれにはメタンフェタミンは入っていない

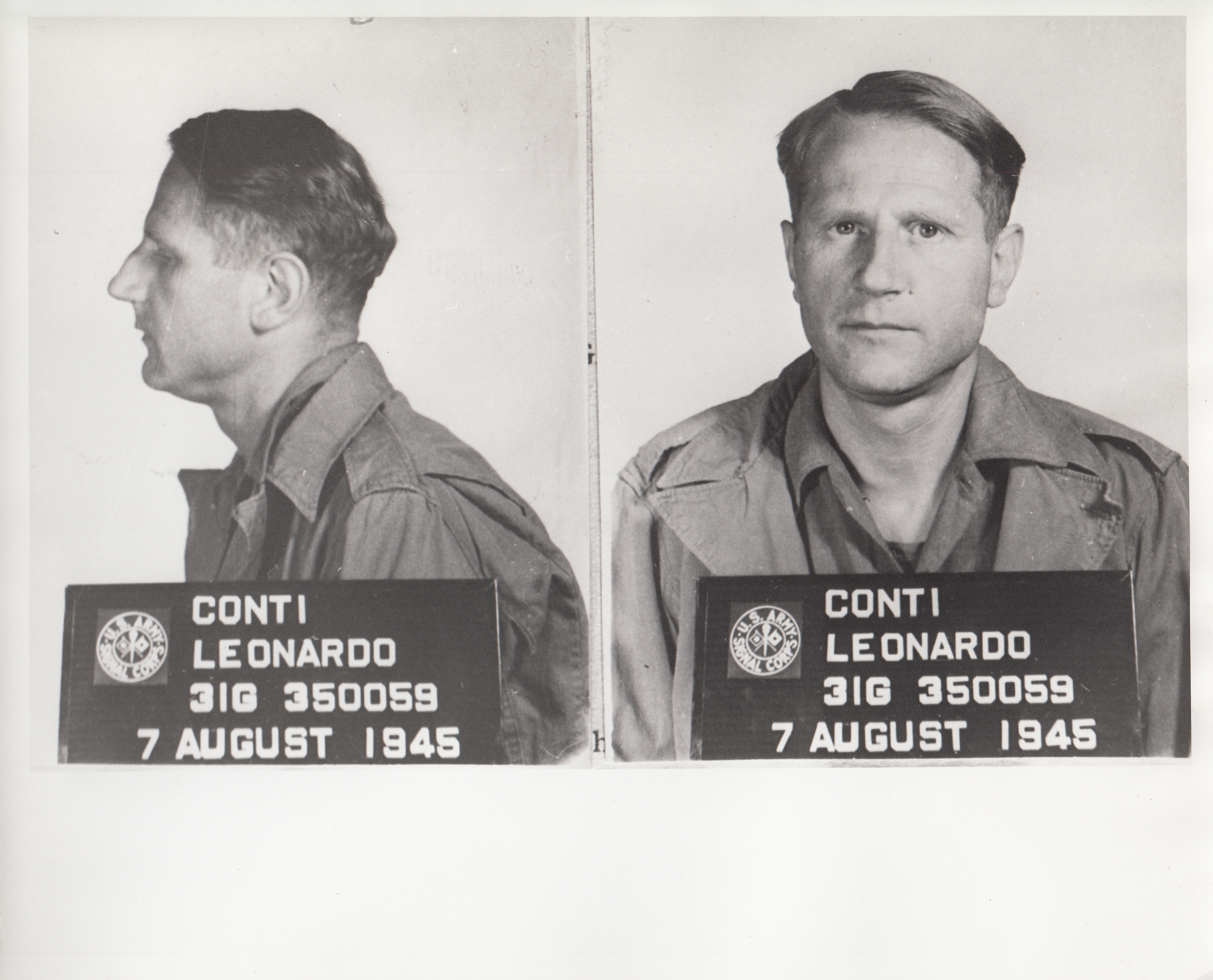
メタンフェタミンを規制しようとした国家社会主義ドイツ医師連盟会長レオナルド・コンティ。降伏後にアメリカ陸軍通信部隊に逮捕された際のマグショット。この後自殺している

第二次世界大戦開戦直前に、ドイツ国防軍において兵士の疲労についての研究が繰り返されていたが、そこでも重宝されることとなったのがメタンフェタミンであった。生理学者オットー・F・ランケ博士が行った実験では、メタンフェタミンはカフェインなどと比較しても覚醒効果は極めて高く、また疲労を克服する効果もあった。しかし、メタンフェタミンを投与された被験者は、他の薬剤を投与された被験者に比べると、明らかに作業の効率が落ちたり、判断力が低下するといった副作用もあったが、軍隊にとっては、兵士が自分で判断せずに命令に従順に従う方が都合がよかったので、メタンフェタミンは軍で使用するには最適な薬品であると結論付けられた。
やがて、第二次世界大戦が開戦すると、ドイツ軍は電撃戦で瞬く間にヨーロッパを席巻したが、その勝利の要因の一つがメタンフェタミン錠剤の「ぺルビチン」であった。進軍スピード重視の電撃戦においては、兵士を輸送する輸送部隊の運転手は夜を徹して運転し続けなければならなかったので、大量の「ぺルビチン」が支給された。また、最前線で戦う兵士には「ぺルビチン」の他にも、メタンフェタミンとモルヒネの混合薬が投与されて、「眠気と痛み知らず」の無敵の兵士にさせられ、ドイツ軍の戦争初期の快進撃に貢献した。特に大きな効果を発揮したのが1940年5月のナチス・ドイツのフランス侵攻であり、アルデンヌの森を不眠不休で強行突破する奇襲作戦の際には、ドイツ軍機甲部隊の将兵に、夜間に「ぺルビチン」を2錠を短い間隔で服用し、さらに必要であれば2～3時間後にもう1～2錠服用せよといった指示がなされていた。「ぺルビチン」で覚醒したドイツ軍機甲部隊は、計画通りアルデンヌの森を突破して勝利を決定づけたため、ドイツ軍がフランス軍に勝利した要因の一つが潤沢な「ぺルビチン」であった。
ドイツ軍の「ぺルビチン」使用については、特に軍中央から指示された目安などはなく、前線の各部隊にその運用は任されていた。ある部隊では、夜間任務につく兵士に対して1日3～4錠が配給された。旺盛な「ぺルビチン」の需要に対して、ドイツ国内での製造が強化され、1940年4月〜7月の4か月の間には3500万錠が製造されて前線に送られた。その錠剤は見た目がチョコに見える事から「Panzerschokolade」（戦車チョコレート）と呼ばれたが、ラベルに「Stimulans」（覚醒剤）と表示され「不眠を維持したいときに服用すること。2錠あたり3〜8時間の睡眠の代わりになる。」と効果が説明されていた。
兵士も軍から無理やり「ぺルビチン」を投与させられていたわけではなく、むしろ積極的に摂取していた。軍支給分では足らずに家族から取り寄せる兵士もいたほどで、戦後にノーベル文学賞を受賞したハインリヒ・ベルも、第二次世界大戦での従軍中に家族に対して「ぺルビチン」を無心する手紙を送っている。その手紙によれば、ベルの戦友たちも任務の辛さから常に「ぺルビチン」を欲しがっており、ベルと同様にドイツ国内の家族に向けて「ぺルビチン」を送るよう依頼する手紙を送っていたという。
ドイツ軍のなかでもっとも「ぺルビチン」を活用したのがドイツ空軍であり、「ぺルビチン」は「パイロットの塩」との別名で呼ばれ、「塩」に例えられるほどの必需品として乱用されて、電撃戦におけるドイツ空軍活躍の原動力ともなっている。バトルオブブリテンでは、ドーバー海峡を挟んだ長距離の航空作戦となったことから、疲労回復と長時間の覚醒のためにドイツ空軍パイロットが「ぺルビチン」を常用していた。また、「ぺルビチン」と同様な眠気覚ましとして、ドイツ空軍パイロットが、カフェインを多く含有したチョコレートであるショカコーラに加えて、メタンフェタミン入りチョコレートを食べており、のちにその情報を知った日本陸軍がヒロポン入りチョコレートを製作している。
戦前から大々的に「ぺルビチン」を主として様々な形でメタンフェタミンを使用してきたドイツであったが、軍などによる臨床試験に加えて、各地に設けられた強制収容所でユダヤ人や戦争捕虜などに対する人体実験などによって、その毒性が次第に明らかになってきていた。そこで、精神障害者や身体障害者を虐殺したT4作戦を主導した、国家社会主義ドイツ医師連盟会長の医師で、ナチス・ドイツの保健大臣でもあったレオナルド・コンティ親衛隊中将が、メタンフェタミンの副作用を認識し「服用によって得られるメリットはその後の悪影響によって完全に相殺されてしまう」と指摘して、1939年11月にはドイツ国内において処方箋が必要な薬品とし、さらに軍に対してその毒性を説明し続けて、1941年6月12日には「阿片法」を改定し、メタンフェタミンを規制薬品とすることに成功した。しかし、タイミングが悪いことに、規制が強化されて間もなくの1941年6月22日に独ソ戦が開戦すると、この規制は骨抜きにされて、軍はおろかドイツ国内でも消費量は逆に激増していった。コンティがメタンフェタミンの規制に拘ったのは、ナチス・ドイツが理想とした「公衆衛生を国是とする」という「健康ユートピア」構想に忠実に従っただけであるが、戦況の悪化により余裕がなくなったナチス・ドイツは、理想より実際の戦果を優先し、軍と対立したコンティは1944年に失脚することになった。その後のコンティは、既述の通りT4作戦に関与した他にも、強制不妊手術、中絶、安楽死を積極的に推進し、強制収容所での人体実験にも多数かかわったため、戦後に連合軍から戦犯容疑で逮捕されたが、ニュルンベルク裁判で裁かれる前に自殺している。
ナチス・ドイツのメタンフェタミン依存は国民や一般兵士から、国家の幹部にまで及んでおり、総統のアドルフ・ヒトラーも持病のパーキンソン病治療のために毎日メタンフェタミンを注射されていたという証言もあり、大戦末期にヒトラーが重度の体調不良で、致命的な判断ミスを犯し続けたのは、メタンフェタミン中毒によるものとの指摘もある。1945年になって連合軍の爆撃によって「ぺルビチン」の工場が破壊されて供給が滞ると、ヒトラーは禁断症状に苦しみながら、4月30日に総統地下壕の一室で、夫人のエヴァ・ブラウンとともに自殺を遂げた。

#### 日本軍での使用

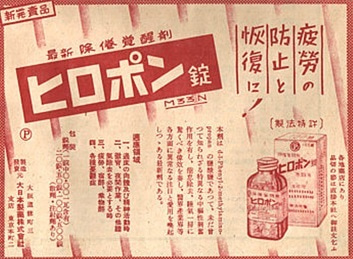
一般に市販されていたメタンフェタミン製剤ヒロポンの広告。疲労防止や回復といった効果が強調されている。

日本で覚醒剤が発売されてまもなく太平洋戦争が開戦したため、ドイツ等のヨーロッパ諸国のように一般市民に蔓延する前に軍事目的に利用されることとなった。その目的は、厚生省薬務課長の覚醒剤の製造認可に関する国会での質疑応答の通り、「ヒロポン等につきましては、特別に製造許可をいたしました当時は、戦争中でありましたので、非常に疲労をいたしますのに対して、急激にこれを回復せしめるという必要がございましたものですから、さのような意味で特別な目的のため許したわけでございます」と「疲労回復」や「眠気解消」が目的であった。薬学の専門家からも、メタンフェタミン自体が鎮咳剤エフェドリンの誘導体として開発された経緯もあり、初めは咳止め効果を期待していたが、覚醒効果の方が顕著だったため、主に眠気解消剤として夜間作業に関わる兵士用、特に夜間に飛行するパイロットに使用されていたという指摘があっている。なお既述の通り、ヒロポンという商品名が覚醒剤の代名詞のようになったのは戦後のことと思われるが、戦中の証言や回想についても、その多くが覚醒剤全般のことをヒロポンと呼んでいる。これは証言や回想の殆どが戦後しばらく経過してからのもので、ヒロポンが覚醒剤の代名詞として定着していたからだと思われるが、ここでは証言や回想通りに記述する。
「ぺルビチン」などの覚醒剤を積極的に使用していたドイツ軍と比較すると、日本軍におけるヒロポンの使用については証言が限られており、その例としては、日本海軍の撃墜王の一人坂井三郎が、最前線のラバウルで連日出撃を繰り返していた時に疲労回復薬としてブドウ糖を注射されていたが、戦後に注射をしていた軍医と再会した際に、そのブドウ糖の注射の中にはヒロポンも混入されていたと聞いたという。坂井らは注射を打たれたところが黒ずんでしまうまで、注射を打ち続けられたが、何となく元気になったような効果はあっても、特に副作用などはなかった。また、横須賀海軍航空隊では主に夜間任務に就くパイロットたちにヒロポン投与の臨床試験をしており、その効果についてパイロットたちからデータを収集していたが結果は良好で、パイロットたちからも好評だったという。しかし、理由は不明であるが暫くしてヒロポン投与は取りやめとなっている。同様な臨床試験は他でも行われており、海軍軍医の竹村多一少佐と横沢弥一郎大尉は疲労状態にある46人の兵士にヒロポンを投与しているが、その結果、被験者は30分～1時間以内に疲労を忘れ爽快を感じ、その副作用は一部の被験者が食欲の減退をうったえた程度で殆ど問題ないと判定し、「これを第一線兵士に用いれば、大いにその士気を鼓舞するもの」と報告している。しかし、肝心の常習性については「これが長期連用による影響は今後の研究に待つ」とし考慮していなかった。
日本軍におけるヒロポンの使用証言については事実誤認もあった。横須賀海軍航空隊所属の夜間戦闘機月光に搭乗していた大日本帝国海軍のパイロット少尉・黒鳥四朗（偵察員・銃手）と飛行兵曹長・倉本十三（操縦士）のペアが、夜間出撃時に軍医からナチス・ドイツからの輸入品で夜間視力が向上するという「暗視ホルモン」を注射され、6機ものB-29を撃墜破するなどの活躍をしエース・パイロットとなったが、戦後にしばらく経ってから原因不明の体調不良に悩まされるようになり、その原因を探っていくうちに、戦時中に注射した軍医から「暗視ホルモン」はヒロポンであったと聞いたという証言をしている。しかし「暗視ホルモン」については、戦後にGHQに海軍航空技術廠が作成した成分表が接収されており、その資料によれば、「暗視ホルモン」の成分は、牛や豚の脳下垂体から抽出されたメラノフォーレンホルモンとされ、ナチス・ドイツからの輸入品ではなく日本国内で製造され、台湾沖航空戦で既に使用されており、メタンフェタミンは含まれていない。黒鳥の証言も一定しておらず、「暗視ホルモン」がヒロポンであったと知ったのは、40年間にも渡って謎の体調不良に悩まされ、ようやく症状が改善した数年後に、戦時中に黒鳥らに注射した元軍医から真相を告げられて謝罪されたという証言と、謎の体調不良を診察した元陸軍軍医の医師から「そりゃヒロポンですよ」と言われて、「暗視ホルモン」がヒロポンであったと知ったという証言がある。
また既述の通り、日本軍がヒロポンの効果として重要視したものの一つが、パイロットの夜間視力の向上であったにもかかわらず、夜間出撃を任務とした陸海軍航空隊において、海軍横須賀海軍航空隊以外では殆どヒロポン使用の証言は見られない。沖縄戦において連合軍に占領された飛行場攻撃を主任務としていた芙蓉部隊で、同部隊の指揮官美濃部正少佐の自伝や回想においても、ヒロポンに対する記述や言及は全くない。美濃部は芙蓉部隊のパイロットの夜間視力向上策として、薬などを使用するのではなく、午前0時に起床、1時に朝食、6時に昼食、11時に夕食、午後4時に夜食といった、「猫日課」と称した昼夜を逆転させた生活を送らせていたり、電灯使用を制限してパイロットに暗闇を凝視させて夜間視力を強化するといったような、効果が不明な対策を行っていた。
戦時中のヒロポンの投与方法について日本政府の公式見解は、「大体、戦争中に陸軍・海軍で使っておりましたのは、全て錠剤でございまして、飛行機乗りとか、或いは軍需工場、軍の工廠等におきまして工員に飲ませておりましたもの、或いは兵隊に飲ましておりましたものはすべて錠剤でございました、今日問題になっておりますような注射薬は殆ど当時なかったと私は記憶しております。」と戦後の国会質問で厚生省薬務課長が答弁している通り、飲用が主で注射は殆どなかったとしている。使用実績についても、勤労奉仕していた旧制都立武蔵高等女学校の女学生が、連日に渡って徹夜での工場勤務が続く中で、眠気覚ましにヒロポンを飲用していたように、戦時中のヒロポンは民間でも使用されており、軍で限定的に使用されているものでもなかったと答弁している。

#### ヒロポンと特別攻撃隊

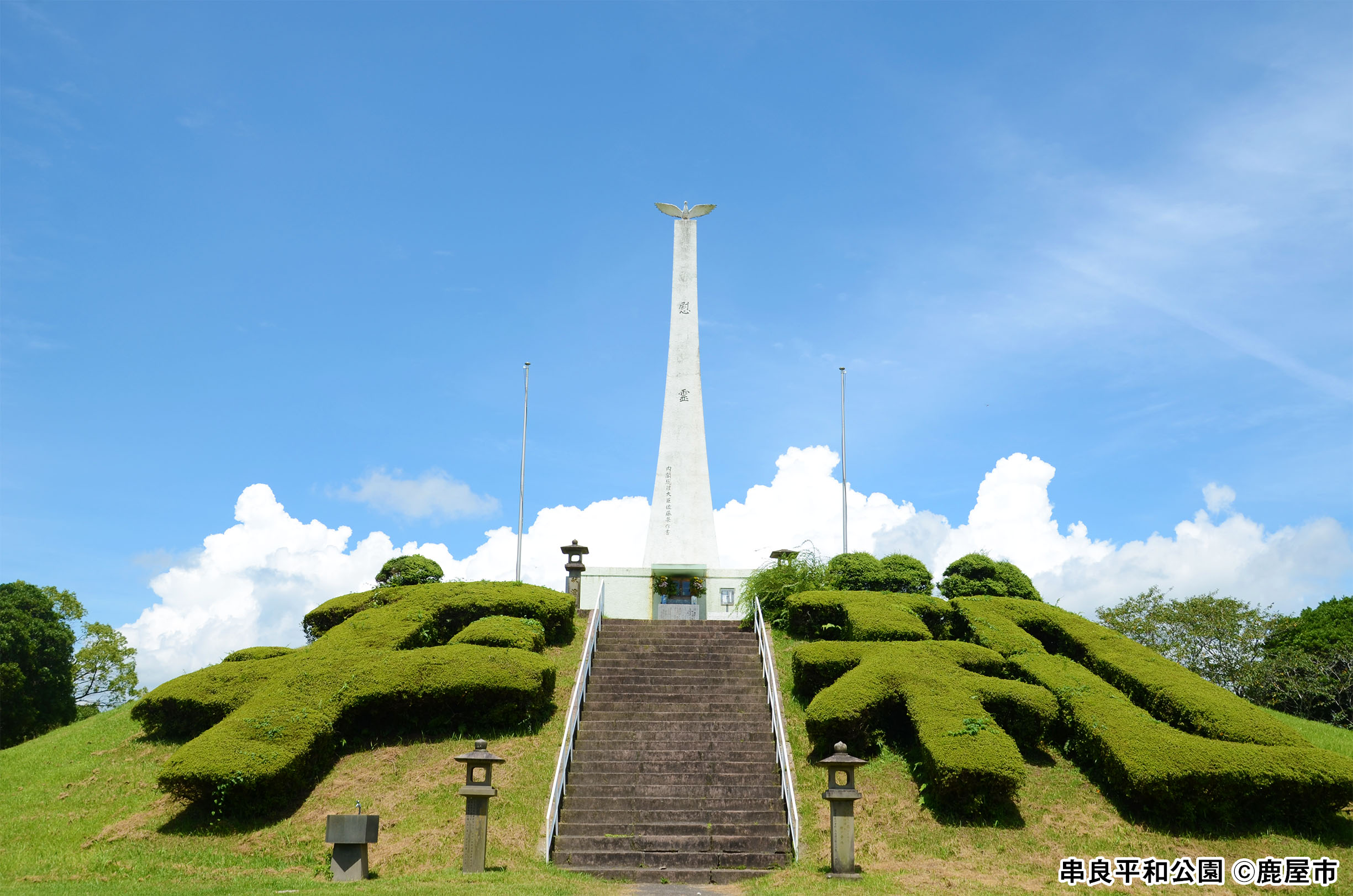
串良海軍基地跡の串良平和公園

かつてより、「普通、命は惜しいもの。異様な興奮状態にならなければ自らの命を絶つことはできない」などと、特別攻撃隊の隊員を興奮させて、死に対する恐怖に麻痺させるため軍がヒロポンを利用していたとの主張もあるが、これも記述の日本軍全般におけるヒロポンの使用実績と同様に事実相違のものも多い。歴史学者吉田裕は、「よく戦後の特攻隊に関する語りの中で、出撃の前に覚醒剤を打って死への恐怖感を和らげて出撃させたんだという語り・証言がたくさんあるんですけれども、これは正確ではないようです。覚醒剤を使っていたのは事実のようです。日本のパイロットは非常に酷使されていて（中略）疲労回復とか夜間の視力の増強ということで覚醒剤を大量に使っていて」とし、疲労回復や夜間の視力の増強が目的であったと指摘している。
陸軍航空技術研究所で航空糧秣の開発に携わった技官の岩垂荘二によれば、1943年（昭和18年）にドイツ空軍が「メタンフェタミン入りチョコレート」をパイロットに食させて大きな効果が挙がっているという情報を、航空技術研究所員兼糧秣本廠員川島四郎大佐が聞きつけて、日本陸軍でもヒロポンを混合したチョコレートを大日本製糖に製造を依頼し、航空糧秣として支給したことがあったが、この「ヒロポン入りチョコレート」について、茨木市の茨木カンツリー倶楽部を接収して設営された大阪陸軍糧秣支廠茨木支廠で、勤労奉仕隊として軍用糧秣のチョコレートの包装作業に携わった女子学生が、上級生から「これは特攻隊が最後に食べるもので何か入っているみたいだ」と教えられ、実際に口にしたところ「カッと身体があつく」なり、入っているのは何かの薬品ではないかと疑って、帰宅して父親にそのことをたずねると「ヒロポンでも入っていたのだろうか」と言われので、自分が包装しているのは、特攻隊員に食べさせる「ヒロポン入りチョコレート」であると知ったとする証言がある。
しかし、陸軍航空隊は航空糧秣としてほかにも、抹茶、ブドウ糖などをチョコレートに混合し、ビタミンCの接取と高空飛行における酸素不足軽減を目的とする「航空チョコレート」を製造してパイロットに支給していたことや、陸軍航空技術研究所において、他にも指定工場となっていた明治製菓に依頼して様々なチョコレートも試作しており、女学生が包装したのが「ヒロポン入りチョコレート」であったのかは特定できない。陸軍航空技術研究所で「ヒロポン入りチョコレート」に携わった技官岩垂によれば、既述の通り「ヒロポン入りチョコレート」は、陸軍で航空特攻が開始される1944年（昭和19年）の前年に製造されており、特攻隊員向けに製造されたものではなく、岩垂は特攻隊員に支給されたとは記述しておらず、他にも特攻隊員に支給されたという証言も見当たらない。
日本海軍においても、同じく茨木市安威にあった海軍の地下トンネルに「麻薬入りチョコレート」が備蓄されたとの記録があり、それも「ヒロポン入りチョコレート」であったとの推測もあるが、日本海軍では「ヒロポン入りチョコレート」の製造の記録や証言がないのに対して、戦前からチョコレートを製造販売していた大東製薬工業（戦後に大東カカオに商号変更）が、海軍省からパイロットと潜水艦乗組員のための特別なチョコレートの製造を発注され、パイロット向けとしては「居眠り防止食」と称した、眠気覚醒のためにチョコレートにカフェインを混ぜたものを製造して納入しており、これを「ヒロポン入りチョコレート」と混同している可能性が高い。この製法は、ドイツ空軍のパイロットが好んで口にしていたショカコーラと同じであったが、日本においては、マレーから軍用に輸送されていたカカオが、「居眠り防止食」を製造していた頃には制海権の喪失で日本本土への輸送が困難になっていたため、カカオの代わりにユリやチューリップの球根やオクラ、チコリーなどの代用品を用いた粗悪なチョコレートによって製造されるようになっていった。
元海軍軍医の蒲原博が、太平洋戦争末期の沖縄戦で、鹿児島の串良基地から出撃する特攻隊員にヒロポン注射をしていたと証言しており、串良基地から出撃した徳島海軍航空隊の練習機「白菊」で編成された神風特別攻撃隊「徳島白菊隊」に所属していた沓名坂男一等飛行兵曹が、出撃直前に何らかの注射をされ出撃したが帰還し、戦後になってヒロポンに関するマスコミ報道を見て、自分たちが打たれたのはヒロポンであったと知ったなどという証言もあるが、同じ「徳島白菊隊」の他の特攻隊員からは、出撃時の注射の証言はなく、第五航空艦隊司令部付将校として配属された野原一夫少尉も、「徳島白菊隊」の出撃を見守っていたが、ヒロポンに関する証言はしていない。他に串良基地から出撃しながら生還した特攻隊員や、高知海軍航空隊の同じ「白菊」で編成された「菊水白菊隊」の隊員や、出撃の様子を見ていた関係者からも、特攻隊員が何等かの注射をされていたという証言は見られない。
同じ頃に小説家志賀直哉の推薦で、作家の川端康成、新田潤、山岡荘八が、臨時海軍報道班員として鹿児島県鹿屋航空基地に赴き取材を行っている。そのなかで川端は、戦中に殆ど特攻に関する記事は書かなかった代わりに、戦後になってからこのときの詳細な回想を行っているが、ヒロポンについての証言はなく、山岡については、特攻兵器「桜花」を運用する神雷部隊の隊員と寝起きをともにするなど密着した取材を行い、NHKが全国放送した神雷部隊の隊員らの様子を伝えるラジオ放送の司会や解説もしているが、戦後になっても「小説太平洋戦争」などの著書で、特攻隊員のヒロポン使用についての記述や言及はない。
同じころに陸軍においても、第6航空軍に所属して特攻出撃しながら喜界島に不時着し、その後に本土に帰還して振武寮に収容された第22振武隊大貫健一郎少尉が、出撃前の宴会で、飛行時の眠気覚ましなどとして「航空元気酒」と名付けられたヒロポン入りの酒も準備されていたと回想しているが、「航空元気酒」については、陸軍航空技術研究所の技官岩垂が詳細なレシピを保管しており、それによれば、焼酎に味醂、シロップ、ビタミンB剤、カラメルに加えて、浜防風、陳皮、桂皮など和漢医薬20種を混合したものであり、ヒロポンは一切入っていない。陸軍の認識としては「薬用酒」であり、パイロットにも大変好評で大量に生産されている。「航空元気酒」のラベルも多数現存しており、それによると「甘美の酒に特殊の精力剤10数種を加へたる物にして疲労を慰し頓に元気を出す」「空中勤務後に服用し疲労回復に充てる事が望ましい」「飛行勤務時は高高度飛行での低温による氷結を防止するためポケットの奥で保管すること」との注意書きがあり、眠気覚ましの効果を期待したものではなく、疲労回復を目的とした栄養ドリンクとして飲用されていた。
陸軍特攻隊の「と号部隊」の「振武隊」にも、海軍の川端らと同様に報道班員の高木俊朗が特攻隊員と寝食を共にして密着取材しており、慶應義塾大学から学徒出陣して特攻隊員に志願した上原良司少尉からは、戦後に書籍『きけ わだつみのこえ』に掲載されて有名になる絶筆「所感」を託されたりしているが、戦後になって作家に転身し、「特攻基地知覧」や「陸軍特別攻撃隊」などの著書で特攻を厳しく批判しているなかでも、ヒロポンに対する言及も記述も一切ない。
既述の通り、特攻隊員のヒロポン使用については確定的な記録や証言がなく、九州大学教授の熊野直樹は、メタンフェタミンが日本軍において使用されたことについては否定できないとしながらも、その使用目的はドイツ軍と同様に「睡眠抑制」「疲労回復」「夜間視力の向上」であったとしており、特攻隊員の死への恐怖を和らげるなどという効果については言及していない。元中学校社会科教員であった相可文代も、勤労奉仕の女学生がヒロポン入りと思われるチョコレートの包装に携わったという証言を聞いて、特攻隊員のヒロポン使用を疑って調査したが、「ヒロポン入りチョコレート」を食べたという証言は皆無で、ヒロポンを使用したという証言すらも限定的であったため、これまで特攻隊員とヒロポンの関係について大きく取り上げられることはなかったと指摘している。また、日本政府の公式見解も記述の通り、メタンフェタミンの製造許可の目的は「疲労回復」や「眠気解消」である。
特攻隊員がヒロポンを使用していたという話が蔓延した経緯として、戦後のGHQによる日本軍の貯蔵医薬品の開放指令により、旧日本軍の貯蔵医薬品と一緒に大量に開放されたメタンフェタミンは、一般社会へ爆発的に広まり中毒者が激増し社会問題化したが、他の多くの社会問題と同様にヒロポンも暗黒時代であった戦時中の象徴であったとする主張がなされるようになり、事実とは異なる証言や回顧が巷に氾濫する事となったからであった。
その例として、自らもヒロポン中毒で苦しんだ漫才師のミヤコ蝶々が「あれ（ヒロポン）を打つと怖いものなしになるから、なんでも来いという気持ちになる。特攻隊の人たちは、あれ（ヒロポン）を打たれて出撃させられたそうですね」などと、自分の体験を踏まえて、伝聞で特攻隊員がヒロポンを打たれていたと聞いたとする証言をしていたり、同じく自らも薬物中毒で苦しんだ経験を持つフランス文学者平野威馬雄が、戦時中に軍需関係の会社の従業員していた人物より戦後の1949年に聞いた「頭がよくなる薬が手に入った。これは部外秘というやつで、陸海軍の特攻隊の青年だけに飲ませる“はりきり”薬で、ヒロポンという名前だ。長くない命に最後まで緊張した精神を維持させる薬だ。」という話を紹介しているが、一般に流通していたヒロポンを「部外秘」としたり、特攻隊の青年だけに飲ませていたり注射したといったような、事実に反した話が広まっていた。これは軍部を非人道的機関と位置づけ、覚醒剤禍の元凶として批判すべき対象とした際に、特攻隊員がその象徴として利用されていたことの例の一つであったとされている。
また近年においても、太平洋学会会長で元東急エージェンシー社長の新井喜美夫が、既述の「ヒロポン入りチョコレート」を某製菓会社が製造していたことをその会社の某重役から聞いた際に、「特攻隊員に出撃命令が出た際にそのヒロポン入りチョコレートを与えて、ヒロポンの効果が出始めたころを見計らって出撃志願を募り、ヒロポンで興奮した特攻隊員は我先にと出撃志願した」などと著書に書いているが、これは本人も書いている通りにまったくの夢想であるなど、事実に反した印象が広まっていることがうかがえる。

#### 戦後

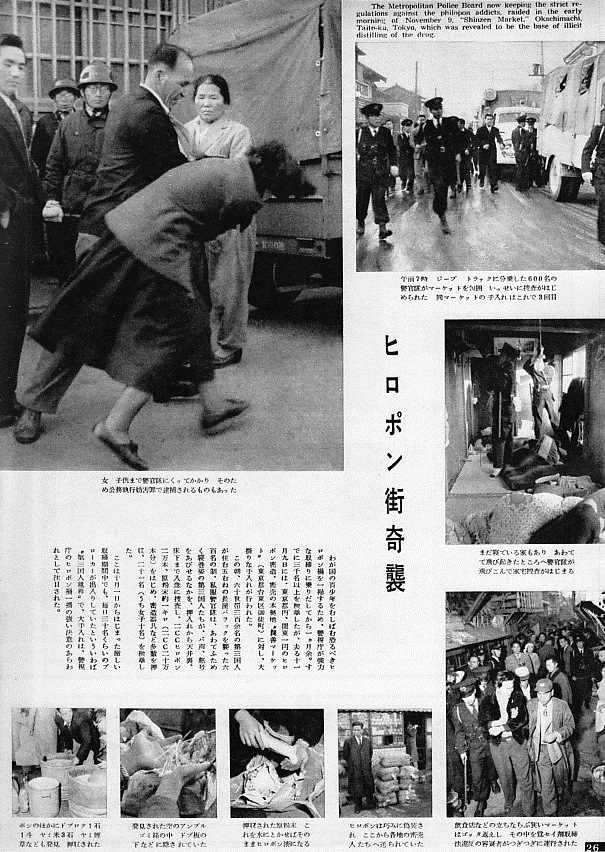
覚醒剤密造・販売の摘発の様子

ヒロポンを含む覚醒剤は「本土決戦兵器」の一つとして量産され、終戦時には大量に備蓄されていた。日本の敗戦により、一旦はGHQに押収されたが、のちに1945年12月4日付連合国最高司令官指令SCAPIN-389「CUSTODY AND DISTRIBUTION OF JAPANESE MILITARY MEDICINAL NARCOTIC STOCKS」において「1、この司令部が定める期日には、この司令部が定める金額の日本軍用医薬品麻薬備蓄の一部は、米軍によって認可された医薬品卸売業者の管理下に放出される。」との日本軍用医薬品麻薬の開放指令により、他の医療品とともに覚醒剤も大量に市場に流出した。
戦後になるとヒロポンを含む覚醒剤は、以前の「疲労回復」や「眠気解消」といった目的に加え、精神を昂揚させる効果によって、酒やタバコの様な嗜好品の一つとして蔓延した。その蔓延の大きな要因となったのは、市場に大量に供給されたことによる価格の安さであり、ヒロポンの値段は注射10本入りで81円50銭で、闇市でも100円以上で買えた。その頃の日本酒の並等酒は1升で645円であったため、嗜好品としての入手し易さは際立っていたといえる。そして既述の通り、メタンフェタミンとアンフェタミンの製剤の覚醒剤は、のちに製造が規制されるまでは23社が24の商品名で製造販売していたのにもかかわらず、いつしか、大日本製薬（現・住友ファーマ）の一商標に過ぎなかったヒロポンが、そのシェアの大きさから覚醒剤の代名詞の様に呼ばれるようになった。この頃にヒロポンが広く市民生活に入り込んできた例として、長谷川町子が『週刊朝日』に1949年4月10日号から同年12月15日号まで連載した漫画「似たもの一家」で、「ヒロポン」という回が存在しており、主人公の作家伊佐坂難物が所有していたヒロポンを近所の子供が誤飲してしまうというエピソードになっている。

芸人、役者、ミュージシャンなどの芸能人は好んでヒロポンを使用し、新宿末廣亭の初代席亭北村銀太郎によれば、楽屋にはヒロポンのアンプルが200～300本常備されていて、殆どの出演者が接取していたという。当時芸能界で活動したコロムビア・トップも、参議院議員に転身後国会において、ヒロポンが蔓延した当時の芸能界を証言したことがある。そのほか、ビートたけしなども芸能界によるヒロポン蔓延について様々な場において触れており、例えば初代三波伸介や東八郎の早世の原因にあげている。歌手で俳優のディック・ミネも、第3代日本歌手協会会長時に出版した著書で、落語家の柳家三亀松、漫才師のミス・ワカナ、歌手の笠置シヅ子、岡晴夫らのヒロポン常用について記述し、芸能界へのヒロポン蔓延に対して警鐘を鳴らしている。作家の中にも蔓延しており、船山馨のように自らがヒロポン中毒であったとカミングアウトした作家の他にも、流行作家の多くがヒロポンに頼って作品を執筆しており、朝日新聞が社説天声人語で「戦後派文学、肉体派文学はほとんどヒロポン文学といつてよいほど、ヒロポン中毒の頭脳の中からはき出されたものである」などと指摘したこともあった。
戦前、戦中と異なり、より効果が強い注射による摂取が増加してきたことによって、覚醒剤中毒症の症状はより激化する傾向となっており、終戦直後の1946年（昭和21年）には早くも慢性覚せい剤中毒者が東京大学神経科に入院し、精神医学会からも「注射薬も費出されるということになってしまいまして、注射に頼る人が大分出て来た。こうなってから私どもが全く思いがけなかった程癖になる人、受醒剤の嗜癖の状態というべきことが起ってきたのであります」「相当量続けて使っているという人に著しい精神症状呈して来るものがあるということに気付いたのであります」などと乱用による薬物依存症発生の指摘があっているが、これらの薬物依存症の患者はヒロポン中毒者の略で「ポン中」などと呼ばれていた。加えて、中毒者が行う不潔な注射器の使い回しは、ウイルス性肝炎の伝染機会を増加させ、輸血後肝炎が感染拡大する遠因となった。

芸能界や文学界にヒロポンが蔓延する中で、1947年（昭和22年）に作家織田作之助や漫才師ミスワカナがヒロポンの大量摂取により死亡したと報道されると（両名の死因については諸説あり）、世間の注目度が増して、ようやくその毒性についての研究が進むことになった。同年の内科学会においては「一般健康人が本剤を使用するのは大いに注意する要がある。我々の調査でも本剤は習慣性があり投與量増加しなければ効果なく、又疲労感は一時的にはないが後より強い疲労現はれ、注意散漫し集中的な仕事は出来ない。中事生等盛んに試験中にのんでゐるが尿意を常に催し、集中した勉強は出来ない」「私は本剤の如きは飽迄、医師の監督の下に慮方し又剤薬として管理される要あるを提唱する」と、学生が受験勉強用に飲用するなど、国民が広く使用している実態と、毒性に対して効果は限定的であり、医師の管理の元に使用すべきとの提言もなされている。

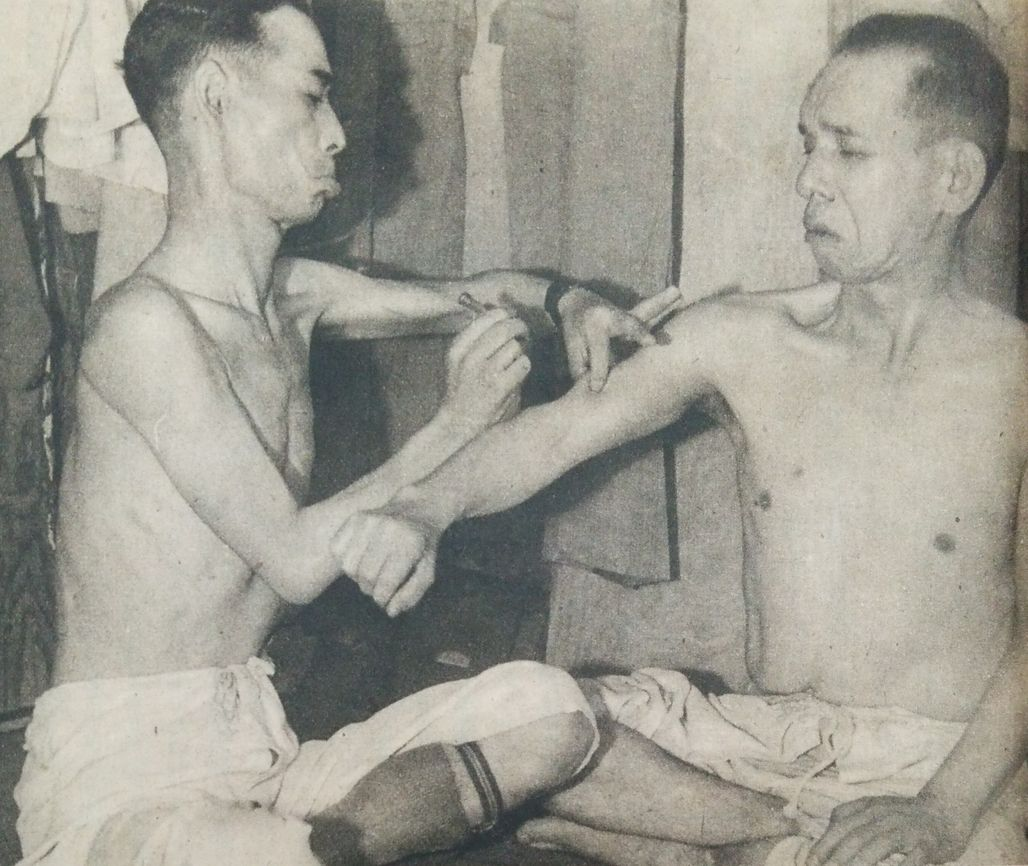
ヒロポンを互いに注射する姿の漫才の林田十郎（左）と芦乃家雁玉（右）。1948年

ヒロポンが社会問題化するなかで、その規制が本格的に議論されるようになるのは、1949年（昭和24年）に入ってからとなった。10月24日の参議院厚生委員会において、ヒロポンに対する言及が初めて行われたものの、その後の11月25日の参議院本会議においては「この頃はやるヒロポンの注射であるのでありまして、果して結果がいいかどうか。これはその麻藥を使用するところの医者が藪医者であるか名医であるかに全くよるのでありまして、」と処方次第との答弁があっている。このヒロポンは医学的には有用であるという見方は、規制反対派の論拠となり、1950年（昭和25年）12月8日付読売新聞社説「編集手帳」においては「ヒロポン禍は事実である」としながらも、「ヒロポンそれ自体が有害なのではない。それが医療の範囲を超えて乱用されたことに問題がある」と原因はヒロポンでなく悪用する方だと指摘し「近代科学に目をそむける未開人の意識であり、科学に対する野蛮な鎖国である」などとヒロポンの全面的製造禁止法案の議論を進める国会に釘をさしている。
しかし、根強い有用論はあっても、国会でヒロポンが取り上げられてからは、規制の方向に大きく舵をきられていくこととなる。厚生省も着々と規制を進めており、1949年3月に薬事法の施行規則改正でヒロポンなどの覚醒剤を劇薬に指定すると、生産数量を旬報で報告をさせるなどの措置を講じ、9月には、メタンフェタミンとアンフェタミンそれぞれの錠剤を「国民医薬品集」から削除して、製造を厚生省大臣の許可制とした。さらに、10月には各都道府県知事あてに事務次官通牒発出し、製薬業者に注射剤の製造自粛を勧告したが、それまでの生産分のストックや密造によって市中には大量のヒロポンや他社の覚醒剤が流通しており、乱用に歯止めがかからなかった。当時、都市には戦火で身寄りを失ったいわゆる浮浪児が多数路上生活していたが、その浮浪児のヒロポン乱用は止まらず、40～50本も乱用しているような子供もいたという。

大東亜戦争期の日本本土空襲により多く発生した戦災孤児に端を発する浮浪児や不良少年らは、ヒロポン欲しさに犯罪を犯すようになっていたので、ヒロポンが少年犯罪激増の元凶となっていた。1949年（昭和25年）の警察の見解として「少年ヒロポン患者薬代欲しさから盗みやユスリ・・都内に『ヒロポン禍』が目立ってふえ、とくにこれに伴う青少年犯罪が激増しつつある」「恐るべきヒロポン禍薬欲しさのスリ窃盗犯罪青少年の半数は中毒」「青少年のカクセイ剤中毒患者は毎年増加の傾向にある、法規制の改正により製造を中止する以外ない」という発表があっている。1949年に警視庁保安部が補導した青少年のうち半数がヒロポン中毒であり、補導されていない青少年を含めると、東京都内だけでも青少年のヒロポン中毒者は15,000人に達すると予想された。それでも恐るべき数であったが、翌年の1950年になると、文部省の推計でその数は倍の30,000人なった。2022年（令和4年）で日本全国で検挙された覚醒剤事犯の検挙者数は6,289人であり、東京都内の青少年のみでその約5倍のヒロポン中毒者がいたことになる。
そして、ヒロポンなどの覚醒剤規制を決定づける凶悪少年性犯罪が発生する。1949年から1950年（昭和25年）にかけて埼玉県で少年百数十名による集団強姦事件が発生したが、検挙された加害者の少年の殆どが、ヒロポンと同じメタンフェタミン製剤「ネオアゴチン」の常習者であり、過度の使用の結果いずれも中毒症に陥り、幻覚、幻聴、被害妄想の症状が現れていることが判明、また、捜査の過程で「ネオアゴチン」の製造が厚生大臣から認可された販売制限量を超えていたことも判明し、製造会社は薬事法違反の行政処分を受けている。この凶悪事件は世間を震撼させて、覚醒剤の害悪性を広く国民に知らしめることとなった。
少年の集団強姦事件が明るみに出た直後の1950年（昭和25年）2月、厚生省薬務局は「医師、歯科医師又は、獣医師の処方せん又はその指示」がなければ覚醒剤は購入できないという、当時の薬事法（現・薬機法）で可能なもっとも厳しい規制を決定した。しかし、これでも効果は限定的なもので、浮浪児らヒロポン中毒の少年たちは、劇薬として医師の処方箋や指示がないと入手できなくなったヒロポンを、薬局などを脅迫して入手したり、医師に対しても頼み込んだり、ときには脅迫までして1か月～1年といった長期に渡る処方箋や指示書を発行させて覚醒剤を入手し続けた。

現行法では対応できないのは明らかとなっており、全面的な禁止に向けて新たな法律の制定が必要という認識が国会内にも広まっていった。参議院厚生委員会を中心に議論が深まっていったが、衆議院大蔵委員会の公聴人質疑において、朝鮮戦争特需への対応で、特に製鉄所や造船関係の工場では、深夜残業が当たり前となっており、工場労働者に会社側がヒロポンを支給させて長時間勤務を強いているという実情も明らかにされた。覚醒剤問題は、少年犯罪だけでなく労働環境の悪化の元凶ともなっており、国による早急な対応が求められた。そして、ついに1951年5月18日、覚せい剤取締法案が参議院厚生委員会の議員4人を発議者として国会に提出され、6月13日には衆議院本会議で可決し、30日に公布され、同年 7月30日に施行された。同法により日本では「限定的な医療・研究用途での使用」を除き、覚醒剤の使用・所持がすべて厳禁されている。
覚せい剤取締法が施行されても、覚醒剤中毒者による凶悪事件は後をたたず、1954年（昭和29年）4月19日に、授業中の小学校内で生徒が覚醒剤中毒者によって殺害されるといった衝撃的な文京区小2女児殺害事件が発生。さらに同年6月25日には中毒者が通行人5人を川に投げ落として幼児3人が死亡する事件も発生するなど中毒者による殺人事件が続発、より取り締まりが強化されていくこととなった。
同年10月、警視庁は「ヒロポン撲滅運動」を開始。同年11月19日には、ヒロポンの一大集散地となっていた御徒町の親善マーケットを警察官600人で急襲。密造、使用違反で3900人を検挙した。
この年、販売組織などを通じた調査が行われ、全国の常習者は285万人と推定された。
ヒロポンは#効能・効果に記載の通り、覚せい剤取締法における「限定的な医療・研究用途での使用」としてナルコレプシーや鬱病などの症状の治療を目的に、2025年時点においても、大日本製薬と住友製薬株式会社が合併した大日本住友製薬（現：住友ファーマ）によって生産・販売が続けられ、日本薬局方上は処方薬（処方箋医薬品）の覚醒剤として残っている。その投与方法は、1回2.5〜5mg、1日10〜15mgを経口投与するとされているが、重要な注意事項として「反復投与により薬物依存を生じるので、観察を十分に行い、用量及び使用期間に注意し、慎重に投与すること」「本剤投与中の患者には、自動車の運転など危険を伴う機械の操作に従事させないよう注意すること」「治療の目的以外には使用しないこと」が徹底され、厳格な管理のもとで使用されている。